# Saxifraga unguiculata
Saxifraga unguiculata är en stenbräckeväxtart som beskrevs av Adolf Engler. Saxifraga unguiculata ingår i Bräckesläktet som ingår i familjen stenbräckeväxter. Utöver nominatformen finns också underarten S. u. limprichtii.